# Greensboro (Pensilvânia)
Greensboro é um distrito localizado no estado norte-americano de Pensilvânia, no Condado de Greene.

## Demografia
Segundo o censo norte-americano de 2000, a sua população era de 295 habitantes.
Em 2006, foi estimada uma população de 279, um decréscimo de 16 (-5.4%).

## Geografia
De acordo com o United States Census Bureau tem uma área de
0,4 km², dos quais 0,3 km² cobertos por terra e 0,1 km² cobertos por água. Greensboro localiza-se a aproximadamente 170 m acima do nível do mar.

## Localidades na vizinhança
O diagrama seguinte representa as localidades num raio de 12 km ao redor de Greensboro.